# Сандху, Таранджит Сингх
Таранджит Сингх Сандху (англ. Taranjit Singh Sandhu; род. 23 января 1963) — индийский дипломат в отставке, верховный комиссар (посол) Индии в Шри-Ланке в 2017—2020 годах и 28-й посол Индии в США в 2020—2024 годах.

## Дипломатическая карьера
Таранджит Сингх Сандху сдавал квалификационный экзамен на государственную службу, а впоследствии в 1988 году поступил на Дипломатическую службу Индии. Сандху отвечал за открытие посольства Индии на Украине и работал там главой административного и политического крыльев. Также Таранджит Сингх Сандху был генеральным консулом во Франкфурте-на-Майне и заместителем главы миссии в посольстве Индии в Вашингтоне. Помимо этого Сандху работал в Министерстве иностранных дел Индии и за время своей работы занимал несколько различных должностей.
6 февраля 2020 года Таранджит Сингх Сандху был назначен послом Индии в США. В начале февраля того же года Сандху вручил свои верительные грамоты президенту Дональду Трампу и исполнял их до 31 января 2024 года.

## Личная жизнь
Сандху женат на Ринат Сандху — бывшем после́ Индии в Италии и Сан-Марино. Он имеет двух детей: одного сына и одну дочь. Таранджит Сингх Сандху увлекается спортом, книгами, фильмами и прогулкой на свежем воздухе.